# Když mrtví mládnou
Když mrtví mládnou je název českého vydání sci-fi románu amerického spisovatele Philipa K. Dicka Counter-Clock World (něco jako Svět pozpátku jdoucích hodin) z roku 1967. Román vznikl na základě autorovy povídky Your Appointment Will Be Yesterday z roku 1966.

## Obsah románu
Jde o groteskní příběh plný černého humoru odehrávající se ve světě, ve kterém se následkem bizarního vědeckého experimentu obrátil čas (lidé vstávají z hrobů, mládnou a vracejí se do lůn, ve kterých umírají. Hlavním hrdinou románu je Sebastian Hermes, majitel tzv. Vitaria, podniku, který ožívající vyhledává a prodává je pozůstalým. Podnik je však značně zadlužen.
Jednoho dne Hermes zjistí, že těsně před znovuzrozením je významný duchovní vůdce Anarchista Thomas Peak, zakladatel velmi vlivné sekty Udi vycházející z křesťanství a rastafariánství. Sebastian ví, že pokud získá Anarchistovo tělo, může vydělat spoustu peněz. tím, že ukryje jeho tělo, spustí řetězec událostí, ve kterých se "starorozence" Anarchistu snaží získat tzv. Knihovna (organizace věnovaná chronologickému vymazávání informací), sekta Udi a Římský syndikát. Knihovna chce Anarchistovo dílo vymazat a obává se, že napíše nové o svých zážitcích po smrti.
Knihovně se podaří Anarchistu unést a rovněž vězní Sebastianovu manželku Lottu. Udité po dohodě se syndikátem vyšlou Sebastiana do Knihovny, aby Anarchistu osvobodil. Ten však uprchne pouze svou ženu a Anarchista je agenty Knihovny zavražděn. Udité obviňují z Anarchistovy smrti Sebastiana a pošlou na něho zabijáky. Zabita je ale Lotta a Stephen se zdrcen toulá krajem.

## Česká vydání
- Když mrtví mládnou, Argo, Praha 2005, přeložil Robert Hýsek.